# Alto
Alto là một thuật ngữ âm nhạc, bắt nguồn từ chữ Latin altus, có nghĩa là "cao", có nhiều cách diễn giải từ này.
Đối với từng nhạc cụ, "alto" thường dùng để chỉ một loại trong một họ nhạc cụ có phạm vi cao nhất thứ hai, xếp sau của treble hay soprano. Ví dụ, thuật ngữ "alto saxophone." Trong các "họ" khác, chẳng hạn như trombone, không có giọng nữ cao, alto có thứ tự cao nhất, mặc dù nó không có mặt tại các dàn nhạc giao hưởng tiêu chuẩn hiện đại. Trong Âm nhạc đại chúng, từ này thường được hiểu là viết tắt của giọng nữ trung trầm (Mezzo-alto) hoặc giọng nữ trầm (Contralto), nhưng thường thì người ta sẽ hiểu theo nghĩa thứ nhất là phổ biến.